# Цуругі (меч)
Цуругі (яп. 剣) — японський прямий двосторонньо-гострий меч (іноді з масивним наконечником). По формі схожий на цуругі-но-тачі (прямий односторонній меч). Вважається, що походить від китайського цзяня, але видозмінений японцями.
Використовувався як бойовий в VII—IX століттях, до появи шабель тачі, внаслідок — в церемоніальних і релігійних цілях.
Однією з трьох священних реліквій синтоїзму є меч Кусанагі-но цуругі. Також відомий інший меч з міфології синтоїзму — Тоцука-но цуруґі.